# Ельзас
Ельза́с (Альза́с, фр. Alsace, нім. Elsass, до реформи 1996 Elsaß) — історичний регіон на північному сході Франції, що межує з Німеччиною і Швейцарією. Столицею Ельзасу є Страсбург; друге місто за величиною — Мюлуз (субрефектура Верхнього Рейну), третє — Кольмар (префектура Верхнього Рейну).
З 1 січня 2016 Ельзас знаходиться у складі регіону Гранд-Ест.
Ельзас поділяється на два департаменти:
- Нижній Рейн (фр. Bas-Rhin) на півночі з адміністративним центром у Страсбурзі.
- Верхній Рейн (фр. Haut-Rhin) на півдні з адміністративним центром у Кольмарі.

Історично до Ельзаса відносилась також територія французького департамента Територія Бельфор.

## Етимологія
За «Етимологічним словником назв країн і народів» Сержа Лозіка, назва регіону Ельзас походить від галло-римського слова «Alisauia» або «Alisetum», що означає «бескид», «стрімчак». Тобто «край при підніжжі прямовисних скель». Мабуть, така назва пішла тому, що галли, що йшли з Німеччини на південь, були вражені прямовисними скелями Вогезів.
Існує також німецька версія походження слова «Ельзас». Вважається, що воно походить від давньоверхньонімецького «alisaß», з'єднання двох слів «ali» (чуже) і «saß» (=нім. Sitz — житло). Напевно франки, які селилися в Ельзасі серед місцевого алеманського населення, розглядалися одноплемінниками як такі, що пішли жити на чужину.

## Географія

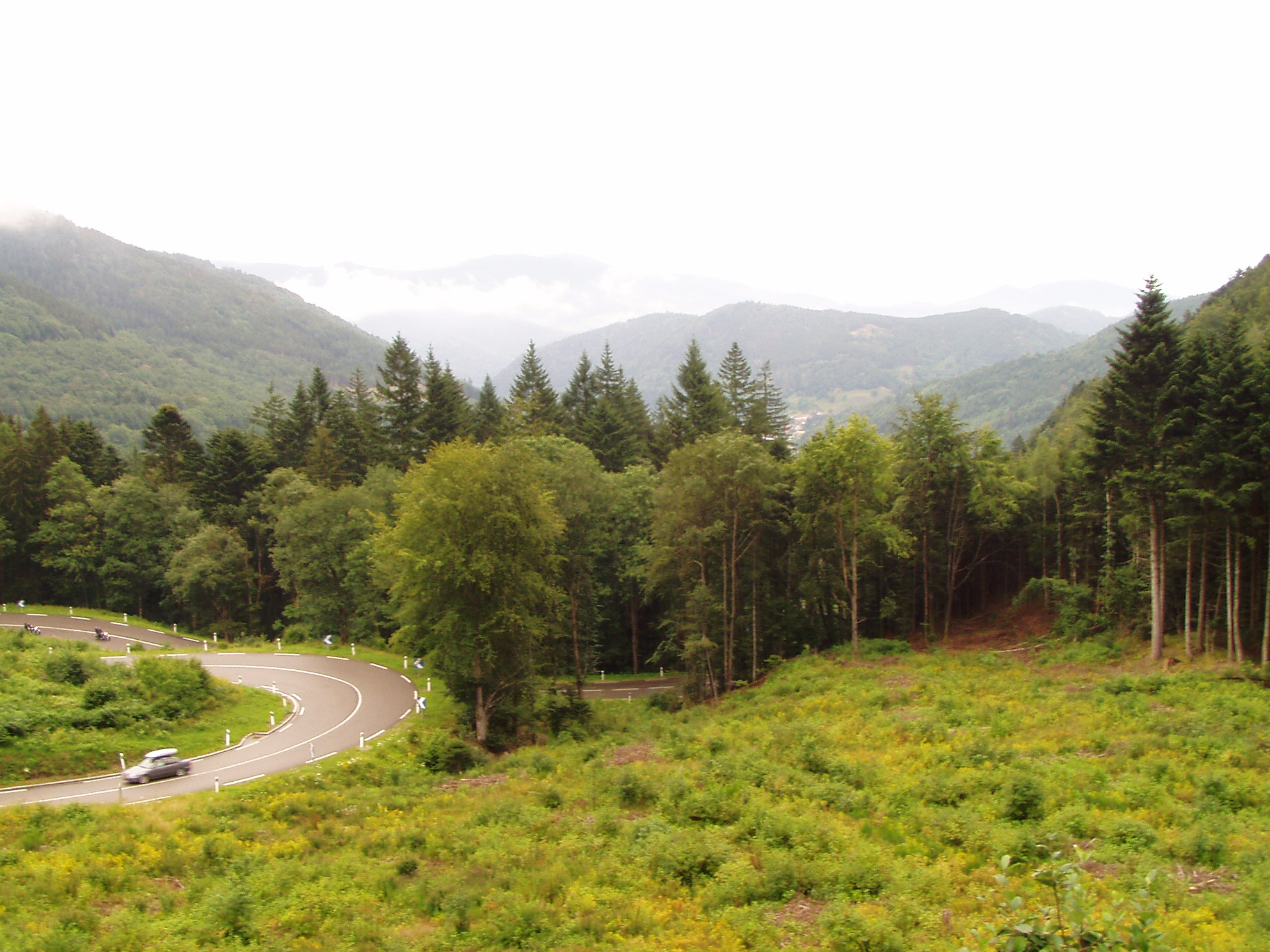
Ельзаський пейзаж

Ельзас займає територію площею 8280 км² (190 км в довжину і 50 км завширшки, що становить 1,5 % площі Франції). Це найменший адміністративний регіон серед європейських володінь Франції (Корсика має приблизно таку ж площу). Ельзас тягнеться з півдня на схід уздовж лівого берега Рейну. З півночі Ельзас обмежений річкою Лотер і німецькою землею Рейнланд-Пфальц, зі сходу — Рейном, на правому березі якого тягнеться Баден-Вюртемберг. На півдні регіон має спільні кордони з Швейцарією, на південному заході — з французьким регіоном Франш-Конте і на заході — з Лотарингією.

### Рельєф

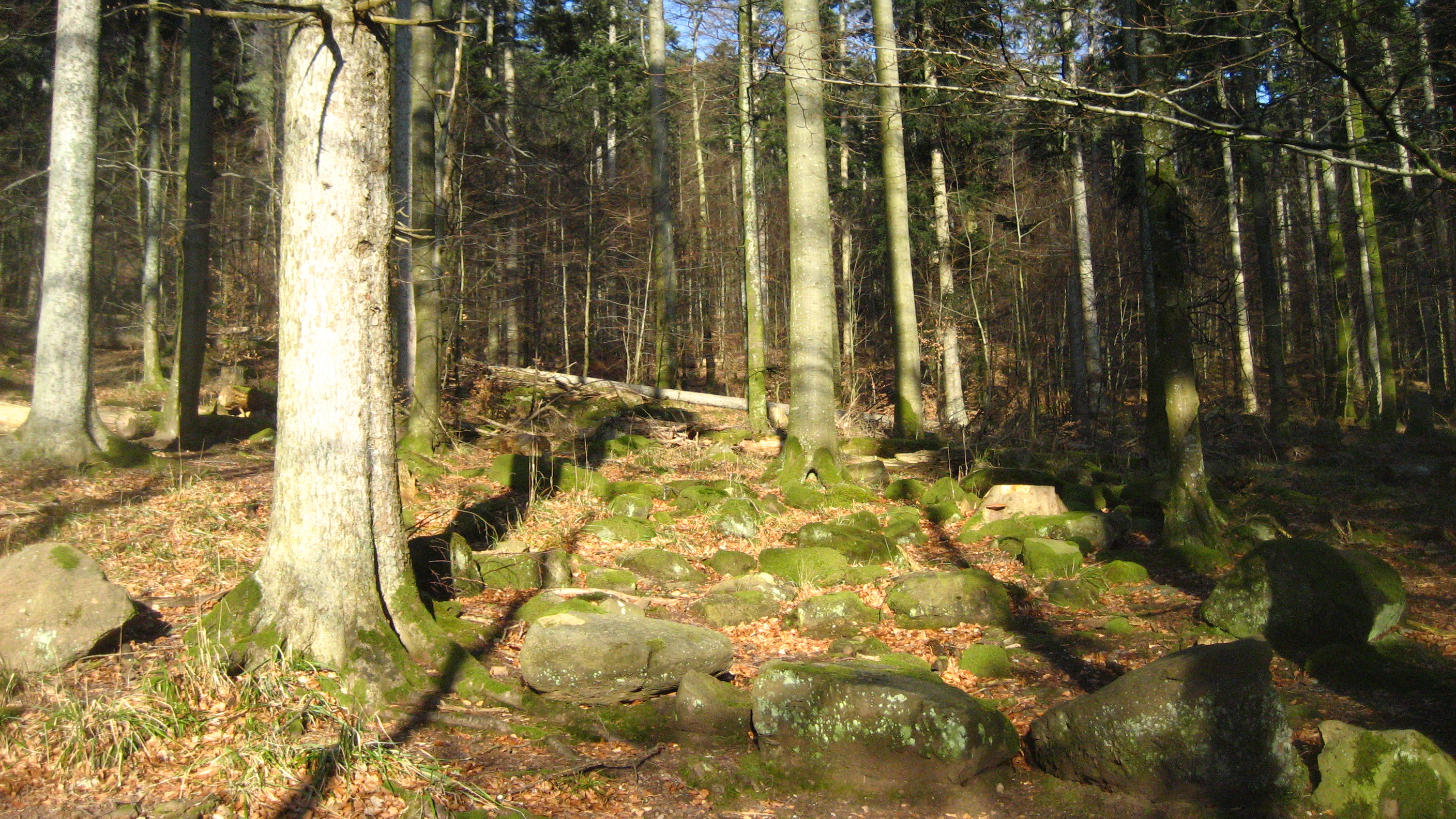
Ельзаські ліси

Територія Ельзасу характеризується великою різноманітністю рельєфів:
- На сході знаходиться Ельзаська рівнина (фр. la plaine d'Alsace) завдовжки близько 200 км і шириною — близько 40 км. Разом з німецьким регіоном Баденом вона формує Рейнську западину. Рівниною протікає річка Ілль (фр. Ill): тут вирощуються зернові культури і виноград. Значне місце в цій частині регіону займають ліси (ліс Агено (фр. Haguenau) на півночі і ліс Ар (фр. Hardt) на півдні).
- Між Рейном і Іллем знаходиться Р'єд (фр. Ried, від німецького слова «очерет»), заболочена і волога місцевість, що утворилася на місці стародавньої річки. Сьогодні тут розташовуються заповідні зони.
- На заході підносяться Вогези (фр. les Vosges, le massif vosgien), що прорізані широкими долинами приток Ілля. Тут знаходяться гірські пасовища, що чергуються з лісами. Найвища точка в Ельзасі — це вершина Гран-Балон (1424 м), яка розташовується на півночі масиву в департаменті Верхній Рейн.
- Лінією переходу між горами і рівнинами слугують горби Вогезького масиву, на яких обробляється виноград.
- На півдні від Мюлуза лежить горбистий район Сюнго (Зундгау; фр. Sundgau).
- На крайньому півдні регіону підносяться гори Ельзаської Юри (фр. Jura alsacien).

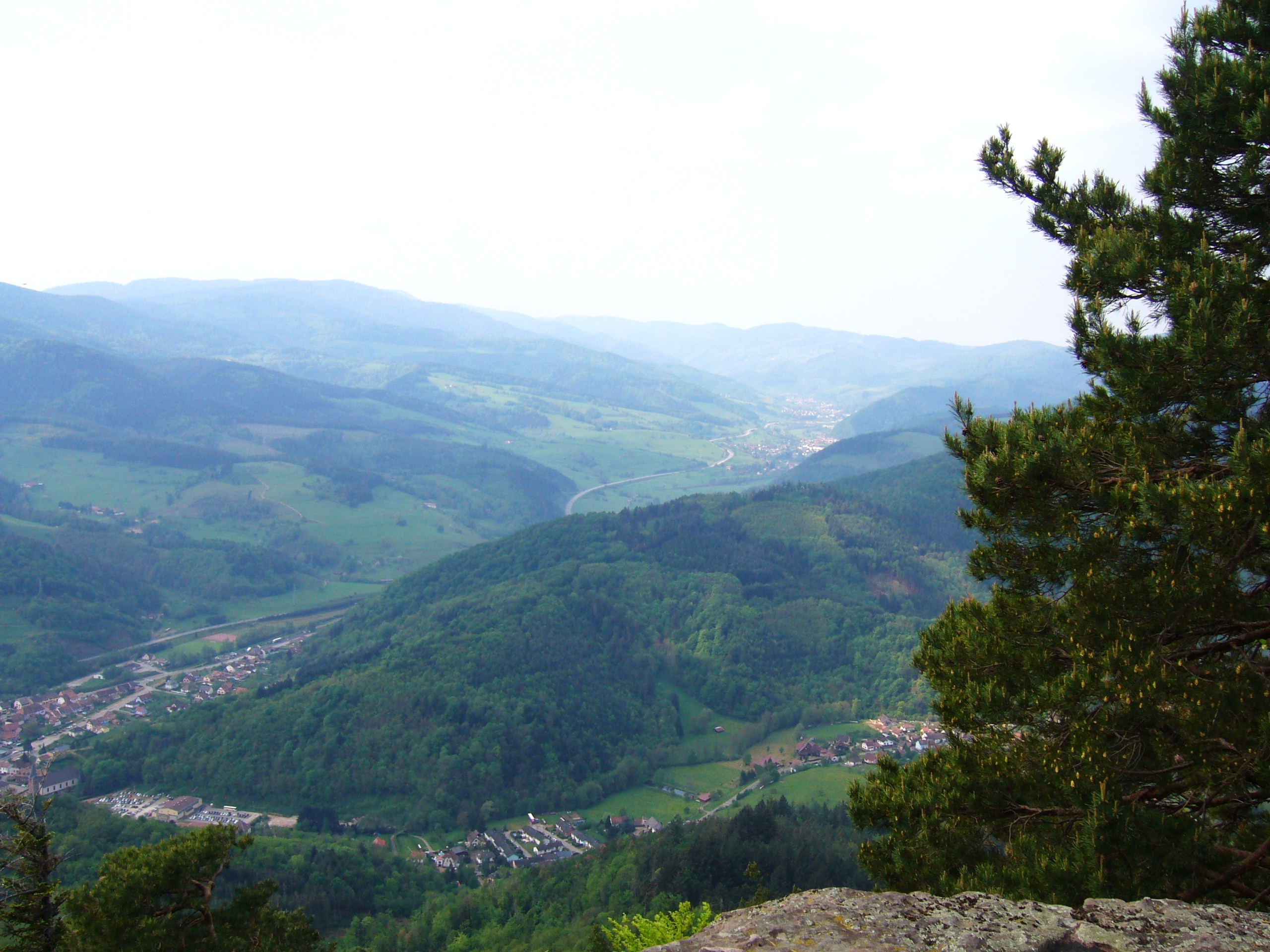
Альпи

### Клімат
Клімат Ельзаса — напівконтинентальний. Західні вітри, які несуть вологі повітряні маси з Атлантики, долаючи Вогези, викликають орографічні дощі на їх західних схилах. Таким чином, повітря звільняється від води, стає сухішим — Ельзас піддається так званому ефекту фен.
Зима в Ельзасі холодна і суха, а літо — тепле з невеликою кількістю опадів. Кольмар має свій мікроклімат — сонячний і сухий, це місто є другим найсухішим містом у Франції (після Перпіньяна): у рік випадає всього 550 мм опадів. Такий клімат є ідеальним для вирощування виноградних культур і виноробства Ельзасу. При цьому горизонт ґрунтових вод регіону дозволяє йому уникнути наслідків довгих посух.

### Геологія

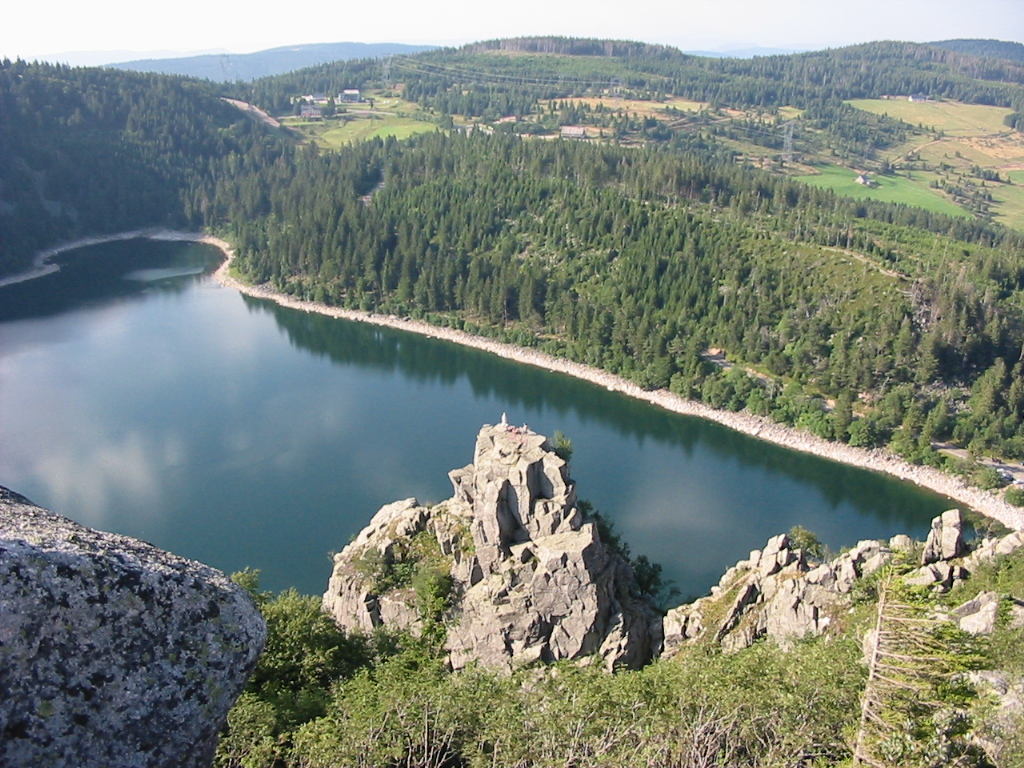

Ельзас є частиною Рейнської рівнини, розташованої на захід від Рейну (на його лівому березі). Він знаходиться в западині, яка є частиною найбільшого в Західній Європі Рейнського рифту, що з'явився ще в часи олігоцену. З боків від неї виступають Вогези і Шварцвальд (фр. Forêt-Noire). Масив Юра сформувався завдяки обвалу мезозойських покриваючих порід на відкладення тріасів, внаслідок підняття Альп. Юра перетинають території Бельфору.
- Рейнська западина з'явилася в третинний період, внаслідок чого територія регіону не раз піддавалася нашестю моря. Це пояснює утворення різних осадкових порід: мергеля, вапняку, галіта, мармуру. У четвертинному періоді мали місце еолові відкладення.
- Вогези утворилися на півночі з пісковика, а на півдні — з граніту; гранітні породи є герцинськими структурами, що оголились під час бічних підняттів через утворення рифту.
- Юра, що піднялися пізніше (в епоху міоцену), складаються з вапняку і мармуру, які належать найчастіше до юрського періоду, тобто вони набагато пізніші, ніж формація алювіальної Рейнської рівнини.
- Тектонічна структура надр (рифт) пояснює деяку сейсмічну активність.

Родовища нафти розробляються на півночі (у Пешельброні, біля Ньєдеброна, де було виявлено одне з перших родовищ у світі, в 1740 р.). Крім того, у регіоні є поклади поташу, що належать до олігоцену, біля Мюлуза. Срібні копальні розробляються з початку XX століття біля Сент-Марі-о-Мін (фр. Sainte-Marie-aux-Mines).
Сильна геотермічність, наслідок підняття прямовисного рифту, дозволяє проводити геотермічні експерименти Сульц-су-Форе (фр. Soultz-sous-Forêts).

## Символіка

### Емблема
Логотип Ельзасу — зірка, велика частина якої розфарбована синім кольором — ця частина символізує сучасну Францію. Територія Ельзасу тут позначена жовтим і розташована «на сході» Зірки-Франції. Ці кольори асоціюються з барвами ЄС невипадково, Ельзас представлений на цій емблемі в ролі посла між Європою і Францією.

## Історія
На відміну від сусідніх провінцій і регіонів, Ельзас ніколи не знав одночасних періодів єдності й політичної автономії. Історія регіону характеризується постійною політичною роздробленістю: значну частину часу Ельзас перебував під владою Священної Римської імперії (з 962 року, коли вона була створена, і до 1648 року), а потім поступово з XVII століття перейшов під владу Франції.
Коротка хронологія:
- 12 р. до н. е.: Створення укріпленої римської фортеці Аргенторат (Argentoratum), народження міста Страсбурга.
- 842 р. н. е.: «Страсбурзькі клятви» — договір, укладений між Карлом II Лисим і Людовиком II Німецьким проти їх старшого брата Лотаря I.
- 843 р.: Верденський договір, за яким сини Людовика Благочестивого розділили королівство Карла Великого (свого діда) на три частини.
- 962 р.: Ельзас став частиною Священної Римської імперії.
- 1354 р.: Створення Десятиграддя (Декаполя), союзу 10 вільних міст Ельзасу.
- 1526 р.: Селянська війна. 25 000 повстанців було жорстоко вбито в Саверні.
- 1648 р.: За Вестфальським миром Франція отримала частину Ельзасу (окрім Страсбурга, в основному південні райони).
- 1681 р.: Вільне імперське місто Страсбург було взято в облогу військами французького короля і, врешті, здалося.
- 1790 р.: Ельзас був розділений на два департаменти — Верхній і Нижній Рейн.
- 1798 р.: Вільна республіка Мюлуза, що об'єдналася зі Швейцарською конфедерацією, вимушена була капітулювати через економічну блокаду, введену Францією. Місто перейшло під владу Франції.
- 1871 р., 18 квітня: Введення обов'язкової шкільної освіти.
- 1871 р.: За Франкфуртським договором Німеччина анексувала Ельзас, за винятком Території Бельфор.
- 1872 р., 28 квітня: Імперський указ про заснування німецького університету в Страсбурзі.
- 1874 р., 29 жовтня: Декрет про створення регіональної Асамблеї Ельзас — Лотарингії.
- 1911 р., 31 травня: Ухвалення Конституції Ельзас — Лотарингії.
- 1915 р.: Битва біля скелястого виступу Хартманнсвіллеркопф (нім. Hartmannswillerkopf) (званого також Старим Арманом — фр. vieil Armand) за 17 км від Мюлуза.
- 1918 р: Проголошено Ельзаську радянську республіку (проіснувала 12 днів).
- 1919 р.: Ельзас знов переходить під владу Франції після ратифікації Версальського мирного договору.
- 1940–1944 рр.: У час німецької окупації Ельзас був анексований Третім рейхом.
- 1944 р., 21 листопада: 1-а французька армія під командуванням генерала де Латтр де Тассіньї звільнила Мюлуз.
- 1944 р., 23 листопада: 2-а танкова дивізія під командуванням генерала Філіппа Леклерка звільнила Страсбург.
- 1945 р.: Французькі сили відбили німецьку атаку на Страсбург, а потім зіграли значну роль у взятті Кольмара (2 лютого).

## Населення
Ельзас є регіоном, велику частину якого займають міські зони Страсбурга, Мюлуза й Кольмара. Крім того, на нього сильно впливають сусідні великі міста — Базель (Швейцарія), Фрайбург і Карлсруе (Німеччина). Тому щільність населення в Ельзасі досить висока (за винятком північно-західного Нижнього Рейну й найближчих гірських районів). До 1999 року в Ельзасі налічувалося 1.733.732 жителі, а до кінця 2004 року чисельність населення досягла 1.794.000 жителів. Щільність населення — 209 осіб на км², що робить Ельзас одним із найгустонаселеніших регіонів метрополії Франції.
INSEE (Національний інститут статистики і економічних досліджень) вважає, що населення Ельзасу зростатиме в період з 1999 по 2030 роки зі швидкістю від 12,9 % до 19,5 % і досягне до кінця цього терміну рубежу в 2 млн жителів.
Найнаселеніші й активніші області (у сфері зайнятості, торгівлі, послуг, транспорту, освіти, відпочинку і т. д.) сконцентровані навколо Страсбурга й Мюлуза, які дедалі більше й більше розширюють зони свого впливу.

### Мова
Ельзасці в основному говорять французькою мовою, серед літніх людей все ще зберігається ельзаська мова (належить до алеманської групи німецьких діалектів).
Хоча споконвічною мовою Ельзасу є німецька, у даний час, на початку XXI століття, найбільш вживаною мовою в Ельзасі є стандартна французька.
Традиційною мовою регіону вважається ельзаська мова, один з алеманських діалектів верхньонімецької, близькоспоріднений швейцарському варіанту німецької мови. Деякі франкські діалекти західної середньонімецької також уживаються в найпівнічніших районах Ельзасу. Ні ельзаська мова, ні франкські діалекти не володіють якою-небудь формою офіційного статусу, проте обидва варіанти нині визнаються мовами Франції і можуть обиратися для вивчення як предмети в ліцеях.
Починаючи з 1945 року вплив стандартної французької мови значно зріс, і в наш час Ельзас є в основному франкомовною територією. Хоча Ельзас зазвичай називають двомовним краєм (французька і ельзаська мови), ситуація змінюється у бік повного одномов'я. Люди, старші за 70 років, досі говорять ельзаською вдома, але представники молодших поколінь спілкуються французькою навіть у сімейному колі, а люди, молодші за 30 років, як правило, взагалі не розуміють ельзаської.
У деяких комунах, що є сусідами з територією Бельфор і франко-швейцарськими землями, у долинах Вайссу (Орбі) і Льєпврет (Сент-Марі-о-Мін) Вогезького масиву говорять лотаринзьким лангдойлом. У Alsace Bossue і в окрузі Віссембургу головно розмовляють рейнським і південним франкським діалектами, хоча вони і переживають період занепаду.
Довгий час алеманський діалект був рідною мовою більшості жителів Ельзасу. Але зараз єдиною офіційною мовою є французька. До цього в період з 1871 по 1918 рр. і з 1940 по 1944 рр. офіційною мовою визнавалася літературна німецька (нім. Hochdeutsch, Standarddeutsch, письмова мова регіону з XVI століття).
З 1992 року в Ельзасі існують паритетні двомовні школи, метою яких є зберегти місцеву ельзаську мову. Там навчання ведеться двома мовами — французькою і німецькою. У цей час там навчаються близько 5 % учнів ельзаських шкіл. У ліцеях учні можуть отримати німецький атестат зрілості.

### Релігія
Більшість ельзасців — католики, серед сільських жителів переважають протестанти (лютерани і кальвіністи). Протестантизм поширений в регіоні головним чином внаслідок минулого впливу німецької культури. На відміну від решти регіонів Франції, Ельзас досі використовує Кодекс Наполеона 1801 року, згідно з яким субсидії надаються римо-католицькій, лютеранській і кальвіністській церквам, а також юдейським синагогам. Також навчання в релігійному дусі можливо для всіх цих конфесій. Ельзаська політика в області релігії стала відрізнятися від загальнофранцузької в той час, коли регіон управлявся імперською Німеччиною і так і не прийняв закон 1905 року про відділення церкви від держави. Час від часу виникають дискусії з приводу допустимості віддавати перевагу вказаним конфесіям і не включати в нього інші.
Після протестантської реформації, принцип «чия влада, того і віра» привів до конфесійної різноманітності в гірській частині північного Ельзасу. Землевласники мали право встановлювати релігію на своїх землях і охоче привертали в свої володіння населення з родючіших передгір'їв, не роблячи відмінностей між католиками, лютеранами, кальвіністами, юдеями і анабаптистами. Виникло багато поселень із змішаним в конфесійному плані населенням. Тільки в Ельзасі збереглася помітна община анабаптистів. Єресь аміші, очолюваних Якобом Амманом, виникла саме в Ельзасі в 1698 році в містечку Сент-Марі-о-Мін.
З 1707 року після включення регіону до складу королівської Франції, протестантські громади були вимушені надати можливість здійснення католицьких богослужінь за певним розкладом в приміщеннях протестантських церков. Досі в Ельзасі існує близько 50 таких «одночасних церков», хоча католицькі служби в них тепер проводяться нерегулярно. Ревний католик Людовик XIV марно намагався вигнати амішів з Ельзасу. Це вдалося зробити тільки Наполеонові, який ввів однаковий призов для представників всіх віросповідань, що примусило більшість амішів емігрувати на американський континент, оскільки відповідно до своїх догматів вони не можуть служити в армії.

## Економіка
Ельзас виробляє близько 3 % ВВП і займає друге місце серед регіонів Франції за ВВП на душу населення — приблизно 25 661 євро на 2004 р., поступаючись тільки регіону Іль-де-Франс.
68 % робочих місць зосереджено у сфері послуг, 25 % у промисловості, що робить Ельзас одним з найіндустріалізованіших регіонів. Ельзас підтримує тісні економічні зв'язки з іншими країнами: понад 35 % фірм у регіоні перебувають у власності іноземних компаній, найчастіше з Німеччини, Швейцарії, США, Японії і Скандинавії.
Ельзас відрізняється різноманітністю економічної діяльності:
- Виноградарство в Тані (фр. Thann) і Віссембурзі (фр. Wissembourg) на вузькій смузі землі між Рейнською западиною і горбами Вогезького масиву (в основному в центрі регіону між Селеста (фр. Sélestat) і Кольмаром, так звана Дорога вин Ельзасу — фр. Route des Vins d'Alsace). Проте, виноград уже не вирощується на висотах Савернського перевалу і Гагенау;
- Культура хмелю й пивоваріння (половина французького пива виробляється в Ельзасі, особливо в окрузі Страсбурга);
- Лісозаготівлі;
- Автомобільна індустрія («Peugeot» в Мюлузі, «General Motors» у Страсбурзі);
- Великий міжнародний науковий і промисловий центр з вивчення природних наук «Biovalley» (займає лідерське місце в цій галузі в Європі);
- Туризм;
- Шоколадна й кондитерська промисловість («Masterfood» у Гагенау, «Kraft Suchard» у Страсбурзі, «Chocolat Schaal» у Geispolsheim).
- Ковбасна промисловість.

### Економічне минуле
У минулому Ельзас спеціалізувався на виробництві текстильної продукції. На сьогодні існує лише декілька дрібних підприємств, які змогли вистояти під час текстильної кризи в Ельзасі (NCS Groupe, DMC і інші)
На півночі розроблялися родовища нафти, а на півдні — поташу. Ці розробки були припинені в 1950-их рр. і 2004 р. відповідно.
З 1910 року на гірських розробках хлористого калію (сильвініт — фосфатні добрива) було видобуто 570 млн тонн продукту (13 000 найманих робочих у 1950 р.). Тепер шахти стали музеєм (шахта Родольф (фр. Rodolphe) біля Віттельсхайма (фр. Wittelsheim).

### Міжнародні зв'язки
В Ельзасі 35 % підприємств мають в своєму складі іноземних учасників (особливо з Німеччини, Швейцарії, США, Японії і скандинавських країн). Перше місце з імпорту до Ельзасу займає Німеччина — 38,5 % у 2002 р.

### Безробіття
Довгий час Ельзасу вдавалося уникати збільшення безробіття на своїй території, але зараз кількість безробітних людей з кожним роком все більша і більша: наприклад, їх стало на 20 % більше в період між березнем 2002 р. і березнем 2003 р., що склало 6,8 % працездатного населення. Такі показники пов'язані з кризою деяких галузей, у яких зайняте 26 % населення. Тому Ельзас почав поворот від розвитку індустрії до розширення сфери послуг і пошуку нових технологій.
Цей поворот пов'язаний, перш за все, з появою нового центру — центру IMAGE. Він об'єднує всю діяльність, пов'язану з новими технологіями (зображення, аудіовізуальні розробки). Цей центр був створений в 2003 р. після досліджень, які показали важливість цього сектора для Ельзасу, кількість робочих місць, яку він може дати, і деякі інші переваги для регіону. Тим паче, що тут розташовуються багато організацій, пов'язаних з аудіовізуальними розробками європейського рівня (European Audiovisual Observatory, Fonds Eurimages, EPRA, ARTE, CIRCOM і інші).
Кластери:
- Центр терапевтичних інновацій в Страсбурзі з вивчення біотехнологій і природничих наук. Ельзас є другим регіоном Франції, задіяним в біотехнологічних дослідженнях.
- Центр зі створення автомобілів майбутнього в Ельзасі і Франш-Конте, що концентрується навколо конструкторської організації PSA (представництва в Мюлузі і Монбеліарі).

## Політика
Ельзас — один з найконсервативніших регіонів Франції. Він є одним з двох регіонів французької метрополії, де консервативні сили виграли в 2004 році регіональні вибори.

### Адміністрація
З 1998 року Регіональну Раду Ельзасу очолює Адріан Целлер (нар. 2 квітня 1940 р.), член партії Союз за народний рух (UMP). До складу ради входить 47 членів

### Місцеве право
У деяких областях права, таких як полювання, співтовариства, релігійні культи, соціальна безпека і ін., прикладне право Ельзасу є поєднанням національного і місцевого права.
Після періоду 1870–1918 рр., протягом якого Ельзас належав Німеччині, деякі наполеонівські закони залишилися в силі і продовжували використовуватися. А деякі інші французькі закони, прийняті в цей же період, не прижилися.

## Транспорт

### Автомагістралі
Громадський транспорт і приватні автомобілісти користуються в основному безкоштовною автомагістраллю A35, яка зв'язує північні і південні області (від Лотербурга (фр. Lauterbourg) до Базеля). Невелика частина французької чотирисмугової дороги поки знаходиться у стадії будівництва.
Автомагістраль А4 (у напрямку до Парижа) з платним рухом (платна за 20 км на північний захід від Страсбурга) і автомагістраль А36 у напрямку Париж — Ліон (платна від Бюрно (фр. Burnhaupt), за 19 км від Мюлуза) досить сильно перевантажені. Ці автомагістралі безкоштовні у бік Німеччини.
Дані автомагістралі є важливими транзитними шляхами, і завдяки громадському транспорту сполучають населені пункти Ельзасу. Вони були побудовані в 1970–1980-ті рр., внаслідок чого проходять дуже близько до центру міст, що розростаються (наприклад, за 1 км від центру Страсбурга і за 1,5 км від центру Мюлуза). Таке розташування призводить до сильних забруднень навколишнього середовища і напруженого автомобільного руху, особливо в Страсбурзі, де щільність руху трасою А35 досягла в 2002 році 170 000 автомобілів в день. Траса А36 перетинає Мюлуз, який теж страждає від постійних проблем з вуличним рухом. Правда, ці проблеми були тимчасово вирішені завдяки розширенню траси до 6 смуг. Відсутність електронних табло і вуличних камер також є серйозною перешкодою у вирішенні транспортних проблем.
Існує проєкт спорудження чотирисмугової автомагістралі, яка огинала б Страсбург, щоб основний північно-південний транзитний потік міг минути місто, таким чином, дещо розвантаживши дороги. Траса повинна зв'язати транспортну розв'язку Хердта на півночі з Інненаймом на півдні. Відкриття цієї автомагістралі планується здійснити до 2011 року і передбачає рух в 41 000 автомобілів в день. Проте, на думку автора проєкту DDE (Управління департаменту постачання) існують деякі сумніви в користі даної автотраси, оскільки вона зможе прийняти на себе лише 10 % від основного руху автомагістраллю А35 в околицях Страсбурга.
До цього необхідно додати рішення сусідньої Німеччини ввести мито на великовантажні вантажівки, які користуються їх автодорожньою мережею. Таким чином, частина транзитного руху німецькою трасою А5 перейде на автомагістралі Ельзасу, які йдуть паралельно і, крім того, безкоштовні. Це значно погіршить і без того нелегке положення автомобілістів. Намагаючись виправити ситуацію, депутат Ів Бюр сприяв ухваленню в Національній Асамблеї в грудні 2006 року поправку до законопроєкту про введення подібного мита для великовантажних вантажівок на дорогах Ельзасу. Вона повинна вступити в силу в кінці 2007 — початку 2008 рр.

### Залізнична мережа
Воґези можна подолати тільки через Савернський перевал (фр. col de Saverne), Бургундські ворота (фр. Trouée de Belfort) і ще деякі ущелини. Тому Ельзасу необхідно покращувати транспортний зв'язок з рештою Франції. У цей час розглядаються декілька проєктів:
- TGV Est (Схід): Париж — Страсбург — лінія знаходиться в процесі будівництва і повинна бути введена в експлуатацію в червні 2007 р.
- TGV Rhin-Rhône (Рейн — Рона): Діжон — Мюлуз — роботи початі в 2006 р.
- Об'єднання в одну мережу з німецьким ICE на рівні Келя і/або Оттмарсхайма (фр. Ottmarsheim).
- У Мюлузі в процесі будівництва знаходяться лінії «трамвая-потягу (міжміський трамвай, що використовує за межами міста залізничну інфраструктуру)», такі ж збираються будувати і в Страсбурзі (у 2009 р.).

Замість старих залізниць з'являються автомагістралі. Наприклад, тунель Моріс-Лемер (фр. tunnel Maurice-Lemaire) у напрямку до Сен-Дьє-де-Вож (фр. Saint-Dié-des-Vosges) був звільнений від залізничних колій: тепер через нього проходить платна автомагістраль.

### Річкова мережа
Портовий вантажообіг перевищує 15 млн тонн, з яких близько три четвертих припадає на Страсбург, другий за величиною річковий порт Франції. Проєкт з розширення каналу Рейн — Рона, призначений для зв'язку між Роною (і Середземним морем) з водною мережею Центральної Європи (Рейн, Дунай, Північне і Балтійське море), був остаточно заморожений в 1998 році через надто велику вартість.

### Аеропорти
В Ельзасі знаходяться два міжнародні аеропорти:
- Міжнародний європейський аеропорт Базель-Мюлуз-Фрайбург (фр. EuroAirport Basel-Mulhouse-Freiburg). Аеропорт належить до двох держав (Франція і Швейцарія) і обслуговує також Німеччину. Авіаційні компанії пропонують тут понад 60 напрямів і прямих перельотів.
- Міжнародний аеропорт Страсбург — Ентцайм (або Ентцхайм) (фр. Strasbourg Entzheim).

### Громадський транспорт
У двох містах Ельзасу Страсбурзі і Мюлузі, діє трамвай. Страсбурзький трамвай був відкритий в 1994 році. Тоді ця система стала широко відома, перш за все, через свій футуристичний дизайн трамваїв. Станом на початок 2007 року трамвай Мюлуза є наймолодшою трамвайною мережею Франції (разом з трамваєм Валенсьєна, обидві системи було відкрито в 2006 році).
Як у Мюлузі, так і в Страсбурзі планується розширення трамвайної мережі за межі міста. За містом трамваї використовуватимуть інфраструктуру залізниць (концепція «трамвай-потяг», tram-train).
У решті міст Ельзасу громадський транспорт представлений тільки автобусами.

## Культура
Ельзас володіє великою культурною спадщиною, у якій прослідковуються як французькі, так і німецькі риси (Ельзас був довгий час предметом домагань Франції і Німеччини).

### Кухня
Ельзаська кухня відчула на собі сильний вплив німецьких кулінарних традицій. Вона багата місцевими особливостями, наприклад, частим використанням свинини в різних стравах. Серед традиційних ельзаських страв можна назвати baeckeoffe («бекеоффе») — свинина, яловичина та баранина, мариновані в білому вині і тушковані з картоплею в горщику, tarte flambée («тарт фламбе») — відкритий пиріг з прісного тіста з білим сиром і цибулею, choucroute («шукрут») — тушкована капуста, картопля і копченина, schiffala («шиффала») — відварений копчений окіст з картопляним салатом і fleischschnacka — локшина із спеціально приготованим фаршем. На півдні Ельзасу в Сунго популярні рибні страви, наприклад, смажені коропи. Одною з найвишуканіших страв в Ельзасі є гусяча фуа-гра, яка виробляється в регіоні з XVII століття. Традиційний десерт — kouglof («куглоф») і tarte au fromage blanc (сирні торти).

### Архітектура
Традиційні будинки Ельзаської рівнини мають фахверкові стіни з саману і дахи, покриті плоскою черепицею. Фахверкові стіни і саман зустрічаються і в інших будівлях Франції, але велика кількість подібних будинків в Ельзасі має декілька певних причин:
- Близьке розташування до Вогезів зробило дерево дешевим і поширеним будівельним матеріалом.
- Деяка сейсмічна активність робила дерево поширенішим матеріалом, ніж камінь, оскільки дерев'яні будинки були стійкіші.
- Під час воєн і набігів села і міста часто спалювалися, і при пожежі верхні поверхи завалювалися. Тому з каменя будували лише нижній поверх, а потім у разі потреби над ним надбудовували фахверкові стіни. Це пояснює, чому багато комун могли дуже швидко відновлюватися, як тільки наставали мирні часи.

Фахверкові стіни значно підсилювали ризик пожеж, тому з початку XIX століття їх почали покривати штукатуркою. Потім було прийнято рішення, що штукатурка не має бути на всіх будинках білого кольору, і будівлі стали помітно розрізнятися між собою за барвами. Жителі найчастіше слідували цьому розпорядженню не через свої переконання, а оскільки це було значно дешевше. Зовсім недавно будинки почали звільняти від шару штукатурки.

### Культурна спадщина
- Замок Верхній Кенігсбург (фр. Château du Haut-Kœnigsbourg)
- Страсбурзький собор (фр. Cathédrale Notre-Dame de Strasbourg)
- Гора Сент-Оділь (фр. le mont Sainte-Odile)
- Музей Унтерлінден у Кольмарі
- Французький національний автомузей у Мюлузі
- Екомузей в Унгерсхаймі
- Парк Біоскоп в Унгерсгаймі
- Залізничний музей у Мюлузе
- Музей EDF Електрополіс у Мюлузі
- Римські дороги в Ельзасі
- Понад 1000 органів
- Різдвяні ярмарки (в Страсбурзі, Мюлузі, Кольмарі і Кайзерсбергу)
- Історичні центри міст, містечок і сіл
- Фортифікації лінії Мажино в Шоненбурзі
- Меморіал Ельзас — Мозель у Ширмеку

## Відомі ельзасці
- Ханс Арп (1887–1966) — поет, художник, графік, скульптор.
- Мехді Баала (1978-) — атлет, двічі чемпіон Європи.
- Огюст Бартольді (1834–1904) — скульптор.
- Ален Башунг (1947-) — співак.
- Летисія Блеже (1981-) — Міс Франція — 2004.
- Себастьян Брант (1458–1521) — сатирик, автор сатиричного твору «Корабель дурнів», письменник, юрист.
- Карл Фердинанд Браун (1850–1918) — фізик, лавреат Нобелівської премії з фізики в 1909 р.
- Етторе (1881–1947) і Жан Бугатті (1909—1939) — (ельзасці по матері), засновники автомобільної марки «Bugatti».
- Мартін Буцер (1491–1551) — теолог і реформатор.
- Еміль Вальдтейфель (1837–1915) — композитор.
- Ганзі (1873—1951) — ілюстратор.
- Арсен Венгер (1949-) — тренер футбольного клубу «Арсенал» (Лондон) із 1996 р.
- Йоганн Фішарт (1546—1591) — письменник-сатирик, представник гробіанізму.